# Myśl Polska
Myśl Polska – tygodnik społeczno-polityczny o orientacji narodowo-demokratycznej, założony w 1941 jako organ Stronnictwa Narodowego.

## Historia
Pierwszy numer „Myśli Polskiej” ukazał się 20 marca 1941 w Londynie. Pismo powstało jako organ Stronnictwa Narodowego. Jego pomysłodawcą był prof. Władysław Folkierski, który to stanął na czele Komitetu Redakcyjnego. Pierwszym redaktorem naczelnym tygodnika został Marian Rojek, wcześniej urlopowany z I-ego Korpusu Polskiego. W okresie II wojny światowej publicystyka pisma koncentrowała się na stosunkach polsko-radzieckich i polsko-niemieckich oraz zagadnieniu polskich ziem zachodnich (już od 1942 propagowano koncepcję zachodniej granicy Polski na Odrze i Nysie Łużyckiej).
Po oficjalnym uznaniu w lipcu 1945 przez Wielką Brytanię Tymczasowego Rządu Jedności Narodowej, wydawanie „Myśli Polskiej” zostało przez władze brytyjskie zawieszone, formalnie z uwagi na brak papieru. Gazeta ponownie zaczęła się ukazywać w marcu 1946, już jako miesięcznik. Nakład wynosił około 2 tysięcy egzemplarzy, z czego część przerzucano do Polski. 1 maja 1946 redakcję pisma przejął ówczesny prezes Stronnictwa Narodowego Tadeusz Bielecki, jednym ze współredaktorów został Wiktor Trościanko. Pod koniec 1947 kolejnym redaktorem naczelnym został Wojciech Wasiutyński. W 1958 zastąpił go Antoni Dargas.
W okresie stalinowskim w Polsce „Myśl Polska” znajdowała się w wykazie pism zakazanych przez cenzurę. Do przełomu październikowego w 1956 za posiadanie i czytanie pisma groziły ostre represje. W późniejszym okresie, począwszy od lat 70. XX wieku, „Myśl Polska” była półlegalna i dostępna w czytelni bibliotek miejskich. Tygodnik w kraju był drukowany i kolportowany przez Stowarzyszenie „Pax”.
W 1993 redakcja pisma została przeniesiona do Polski, przy udziale m.in. Jana Tomasza Zamoyskiego. W latach tygodnik 2001–2004 ukazywał się pod tytułem „Nowa Myśl Polska”. Później powrócił do swojej dawnej nazwy.
W trakcie inwazji Rosji na Ukrainę w 2022 roku, „Myśl Polska” promowała poglądy prorosyjskie i antyukraińskie, wydając m.in. teksty czołowego ideologa Kremla, Aleksandra Dugina. W kwietniu 2025 „Gazeta Wyborcza” poinformowała, że Komisja ds. badania wpływów rosyjskich i białoruskich w latach 2004–2024 w rządzie Donalda Tuska postrzega osoby skupione wokół wydawnictwa tygodnika jako „główny hub" rosyjskiej dezinformacji w Polsce.

## Zespół redakcyjny
Z pismem współpracują lub w przeszłości współpracowali m.in.: prof. Adam Wielomski, Magdalena Ziętek-Wielomska, Przemysław Piasta, dr Mateusz Piskorski, Maciej Eckhardt, Janusz Sanocki, Jędrzej Dmowski, Arkadiusz Miksa, Maciej Motas, Zbigniew Lipiński, Ireneusz Lisiak, Stanisław Stanik, dr Artur Górski, Andrzej Szlęzak, ks. Tadeusz Isakowicz-Zaleski, Adam Śmiech, Konrad Rękas, prof. Jacek Bartyzel, Agnieszka Piwar, Antoni Koniuszewski, Bohdan Poręba.

## Redaktorzy naczelni
- 1941–1945 Marian Rojek
- 1946–1947 Tadeusz Bielecki
- 1947–1958 Wojciech Wasiutyński
- 1958–1991 Antoni Dargas
- 1993–1997 Bogusław Kowalski
- od 1997 Jan Engelgard